# تسمم بالكافيين
التسمم بالكافيين هو حالة تسمم ناتجة عن الاستهلاك المفرط للكافيين. يُسبب هذا التسمم مجموعة متنوعة من الأعراض الجسدية والنفسية المرتبطة باستهلاك كميات كبيرة من الكافيين. الكافيين الذي يدخل الدم يخترق الحاجز الدموي الدماغي، مما يؤثر ليس فقط على الجهاز العصبي المحيطي، ولكن -أيضًا- على الجهاز العصبي المركزي.
يُمتص الكافيين عن طريق الجهاز الهضمي عندما يؤخذ عن طريق الفم؛ لذا فإن الجرعة الزائدة يمكن أن تؤدي إلى تسمم حاد خطير.
يُعَد الكافيين من أكثر العقاقير استهلاكًا حول العالم؛ فيستهلك نحو 80% من سكان العالم الكافيين بعدة صور. يوجد الكافيين في القهوة والشاي والشوكولاتة، والكاكاو، والمشروبات الغازية، ومشروبات الطاقة والمشروبات الكحولية ذات الكافيين. يدخل الكافيين في صناعة العديد من الأدوية الطبية. ويُعد الكافيين عقارًا ذا تأثيرات دوائية على الجسم كله.

## علامات التسمم بالكافيين وأعراضه
يعمل الكافيين على تقليل التعب الجسدي، ومنع النعاس والنوم، والحفاظ على اليقظة واليقظة الذهنية واستعادتها، عندما يؤخذ بجرعات معتدلة.
ومع ذلك، عند أخذ جرعات عالية، يمكن أن تصبح هذه التأثيرات التحفيزية مفرطة وتؤدي إلى مجموعة واسعة من الأعراض بما في ذلك التأثير على الحالة الجسدية والنفسية المزعجة التي تُعرف باسم تسمم الكافيين وتُعرف أيضًا بالعامية باسم «أعصاب القهوة» أو «توتر الكافيين».وتشمل هذه الأعراض العصبية، والتهيج، والأرق، والصداع، والخفقان بعد تناول الكافيين. التسمم بالكافيين يحدث عادة عندما يصل استهلاك الكافيين إلى 1 - 1.5 غرام يومياً. يحتوي كوب القهوة المغلي على 227 ملغ قهوة أي: على حوالي 95 مجم من الكافيين.
وفقًا للدليل التشخيصي للاضطرابات النفسية فإنه يمكن أن تؤدي الجرعة الزائدة من الكافيين إلى حالة من التحفيز المفرط للجهاز العصبي المركزي. يتطلب هذا التشخيص وجود ما لا يقل عن خمس علامات أو أعراض، من قائمة من بين 12 علامة، تظهر أثناء أو بعد فترة وجيزة من استخدام الكافيين.
تحدث هذه المتلازمة بانتظام عندما يتناول الإنسان كميات كبيرة من الكافيين من أي مصدر (على سبيل المثال، أكثر من 400 - 500 ملغ في المرة الواحدة).

## العلاج
علاج التسمم الخفيف بالكافيين يقوم بتخفيف الأعراض. قد يتطلب التسمم الحاد غسيل الكلى البريتوني أو غسيل الكلى أو ترشيح الدم. التحكم في كمية تناول الكافيين يتطلب الوعي بمحتوى الكافيين في المشروبات المحتوية على الكافيين والأدوية التي لا تستلزم وصفة طبية ومصادر الكافيين الأخرى في النظام الغذائي.
يختلف محتوى المشروبات المغلية مثل القهوة والشاي بشكل كبير بناءً على طريقة التحضير.
لا توجد قيمة معيارية لـ «فنجان من القهوة». قد يكون من الصعب تحديد محتوى الكافيين في مشروبات الكولا ومعظم مشروبات الطاقة، لأنه في كثير من الحالات لا تشير الملصقات إلى الجرعة لكل حصة.
تتراوح جرعات الكافيين في هذه المشروبات من 20 إلى 30 ملغ، في بعض المشروبات الغازية، وتصل إلى 350 ملغ أو أكثر في بعض مشروبات الطاقة على الرغم من أن بعض مواقع الويب تشير إلى محتوى الكافيين للمشروبات، إلا أنه لا يوجد تصريح رسمي بذلك، ويزداد عدد العلامات التجارية باستمرار.
لا يُنصح عادةً بمحاولة التوقف المفاجئ عن كل استهلاك للمنتجات المحتوية على الكافيين من النظام الغذائي؛ يمكن أن يعاني الشخص من أعراض انسحاب الكافيين الشديدة بما في ذلك الصداع والتعب وصعوبة التركيز.
. من المستحسن أن يقلل الشخص من استهلاك الكافيين تدريجيًا؛ لتجنب الانسحاب حيث غالبًا ما يتم التخلي عن محاولات التوقف فجأة عن تناول الكافيين بسبب شدة أعراض الانسحاب.

## علم الأوبئة

بديل = صيغتين الهيكل العظمي : الكافيين يسار الصورة والأدينوسين يمين الصورة.

على الرغم من أن معظم الناس على دراية بهذا الاضطراب، فمن المحتمل ألا يتم تشخيصه بشكل كافٍ؛ نظراً لندرة استجواب المرضى حول استخدام الكافيين.